# ديشار غربي صيني
ديشار غربي صيني (الاسم العلمي:Pteris occidentali-sinica) هو نوع من النباتات يتبع جنس الديشار من فصيلة الديشارية.